# Squonk

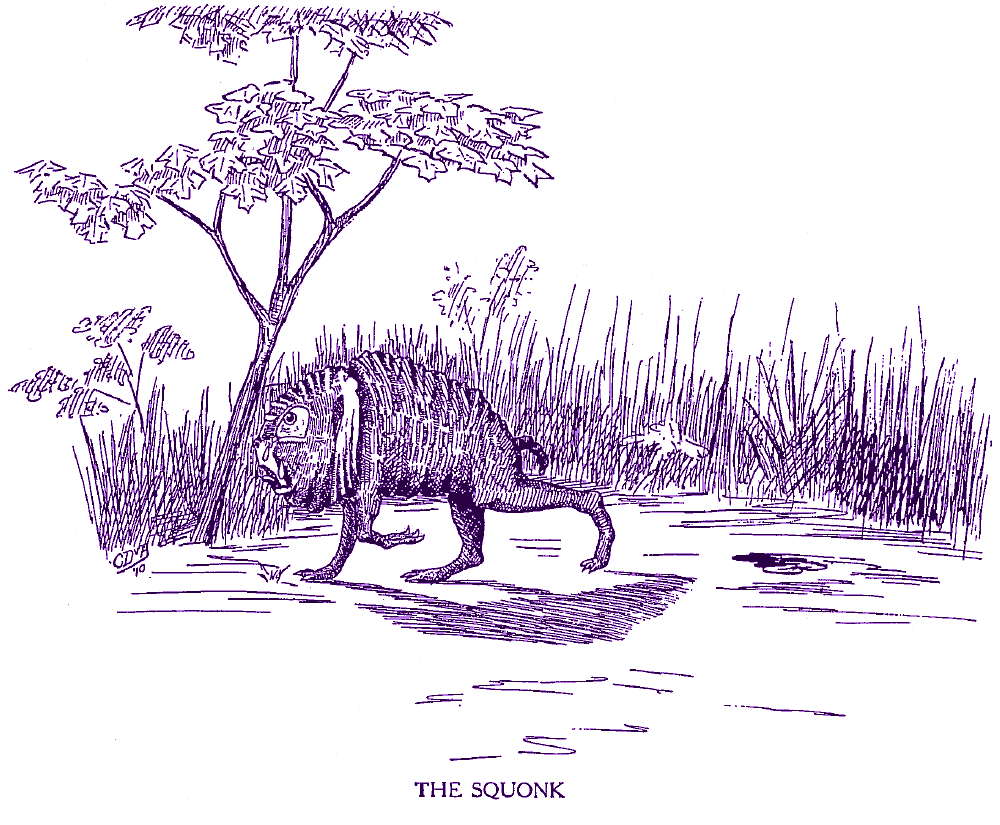
Ein Squonk

Squonk ist ein Song von Genesis aus dem Album A Trick of the Tail von 1976. Er wurde von Mike Rutherford und Tony Banks geschrieben.

## Inspiration
Squonk hat einen mächtigen Schlagzeug-Klang, der vom wenige Monate zuvor veröffentlichten Song Kashmir inspiriert ist. Squonk war „mein John-Bonham-Moment“, sagte Collins, der es als eines seiner Lieblingslieder auf dem Album ansieht.

## Songtext
Der Songtext handelt vom Fabelwesen Squonk, das im "Einhorn, Sphinx und Salamander: Das Buch der imaginären Wesen" (1957) des argentinischen Schriftstellers Jorge Luis Borges (1899–1986) auftaucht; danach lebt es im Hemlockwald in Pennsylvania, schämt sich seines hässlichen Aussehens und weint daher die meiste Zeit. Ein Jäger braucht daher nur der Tränenspur zu folgen, um den Squonk aufzuspüren.
Die Pointe des Liedtextes, dass ein Jäger den Squonk in einen Sack lockt, um auf dem Heimweg festzustellen, dass sich die Kreatur vor Aufregung in Tränen aufgelöst hat, erscheint als Motiv bereits in der Nonsense-Monographie über Furchterregende Fabeltiere von William T. Cox (1910).
Die Textzeile

“All the king’s horses and all the king’s men / Could never put a smile on that face.”

ist ein Zitat des britischen Kinderreims Humpty Dumpty:

“All the king’s horses and all the king’s men / Couldn’t put Humpty together again.”

## Besetzung
- Tony Banks – Keyboards
- Phil Collins – Gesang, Schlagzeug
- Mike Rutherford – Bassgitarre
- Steve Hackett – E-Gitarre